# Сен-Жорж (Шаранта)
Сен-Жорж (фр. Saint-Georges) — коммуна во Франции, находится в регионе Пуату — Шаранта. Департамент — Шаранта. Входит в состав кантона Рюффек. Округ коммуны — Конфолан.
Код INSEE коммуны — 16321.
Коммуна расположена приблизительно в 360 км к юго-западу от Парижа, в 70 км южнее Пуатье, в 38 км к северу от Ангулема.

## Население
Население коммуны на 2008 год составляло 55 человек.
| 1962 | 1968 | 1975 | 1982 | 1990 | 1999 | 2008 |
| ---- | ---- | ---- | ---- | ---- | ---- | ---- |
| 82   | 76   | 73   | 71   | 75   | 67   | 55   |

## Администрация
| Период | Период | Фамилия        | Партия | Примечания |
| ------ | ------ | -------------- | ------ | ---------- |
| 1971   | 2008   | Реймон Баллон  |        |            |
| 2008   | 2014   | Жильбер Баллон |        |            |

## Экономика
В 2007 году среди 29 человек в трудоспособном возрасте (15—64 лет) 19 были экономически активными, 10 — неактивными (показатель активности — 65,5 %, в 1999 году было 70,6 %). Из 19 активных работали 17 человек (10 мужчин и 7 женщин), безработных было 2 (1 мужчина и 1 женщина). Среди 10 неактивных 1 человек был учеником или студентом, 4 — пенсионерами, 5 были неактивными по другим причинам.

## Достопримечательности
- Приходская церковь Сен-Жорж (XII год). Исторический памятник с 1949 года[3]
  - Бронзовый колокол (1534 год). На колоколе выгравирована надпись: SANCTE ANTHONI, INTERCEDE PRO NOBIS. L’AN MIL V XXXIIII. MAISTRE JEHAN BABIN P.ANTHOUNE VERRIER. ANTHOUNETTE PINOT. PIERRE BERNUCHOT. Исторический памятник с 1943 года[4]
- Дольмен Пьерфит